# Hemibracon similator
Hemibracon similator är en stekelart som först beskrevs av Fabricius 1804.  Hemibracon similator ingår i släktet Hemibracon och familjen bracksteklar. Inga underarter finns listade i Catalogue of Life.